# Ebberston
Ebberston – wieś w Anglii, w hrabstwie North Yorkshire, w dystrykcie (unitary authority) North Yorkshire. Leży 43 km na północny wschód od miasta York i 304 km na północ od Londynu.